# Russula aurantiaca
Russula aurantiaca är en svampart som först beskrevs av Jakob Christan Schaeffer, och fick sitt nu gällande namn av Henri Romagnesi 1967. Russula aurantiaca ingår i släktet kremlor och familjen kremlor och riskor.   Inga underarter finns listade i Catalogue of Life.

## Bildgalleri